# Declaración de Derechos de Virginia

Bandera de las colonias de Inglaterra en Norteamérica entre el 2 de enero de 1776 y el 29 de mayo de 1777

La Declaración de Derechos de Virginia, adoptada el 12 de junio de 1776, está considerada la primera declaración de derechos humanos moderna de la historia, aunque tiene un importante antecedente en la Carta de Derechos Inglesa (Bill of Rights) de 1689.
Fue adoptada  por la Convención de Delegados de Virginia como parte de la Constitución de Virginia en el marco de la Revolución Estadounidense de 1776, en la que las  13 colonias británicas en América obtuvieron su independencia. A través de la Declaración de derechos de Virginia se animó a las demás colonias a independizarse de Gran Bretaña.
Es un documento que proclama que todos los hombres son por naturaleza libres e independientes y tienen una serie de derechos inherentes de los cuales no pueden ser privados. Fue el antecedente directo de la Declaración de los Derechos del Hombre y del Ciudadano de 1789 realizada por la Revolución francesa y de la Carta de Derechos de los Estados Unidos, que entró en vigencia en 1791 en la forma de diez enmiendas a la Constitución de Estados Unidos.
El borrador inicial del documento fue realizado por George Mason entre el 20 y el 26 de mayo de 1776, y posteriormente fue modificada por Thomas Ludwell Lee y la propia Convención de Virginia. Mason se inspiró en la Carta de Derechos Inglesa (Bill of Rights) de 1689, pero a diferencia de aquella rechaza la noción de clases privilegiadas o funciones gubernamentales hereditarias, como sucedía (y aun sucede) en la monarquía británica.
La Declaración de Derechos de Virginia está compuesta por dieciséis artículos en donde están enumerados los derechos pertenecientes al pueblo de Virginia... como las bases y fundamento del Gobierno: a la vida, a la libertad, a poseer propiedades, al debido proceso, libertad de prensa y religión, etc. También establece la soberanía popular, la prohibición de privilegios de nacimiento (igualdad ante la ley), la división de poderes, el juicio por jurado, etc. Algunos especialistas destacan el hecho de que la Declaración de Virginia convivió con la esclavitud y la falta de derechos para las mujeres.

## Contenido
El primer artículo contiene la famosa declaración de que «todos los hombres son por naturaleza igualmente libres e independientes y tienen ciertos derechos inherentes, de los cuales, cuando entran en un estado de sociedad, no pueden ser privados o postergados». Aunque esta declaración no evitó de por sí, que Virginia se organizara como un estado esclavista ni que las mujeres fueran marginadas, su dinámica fue impulsando (y aun continúa impulsando) en todo el mundo la profundización del significado de derechos humanos haciéndolo cada vez más universal.[cita requerida] El texto destaca los aspectos esenciales de la idea moderna de los derechos humanos: ser universales y encontrarse por encima de toda decisión del gobierno.
En ese primer artículo la Declaración de Virginia se consagran expresamente los siguientes derechos como el corazón de los derechos del hombre:
- al «gozo de la vida»
- al «gozo de la libertad»
- a «los medios para adquirir y poseer propiedades»
- a la «felicidad»
- a la «seguridad»

El artículo dos establece la defensa de la democracia con términos contundentes y revolucionarios para la época, sosteniendo que todo poder reside en el pueblo y que los funcionarios son «sirvientes» del pueblo y en todo momento responsables.
El artículo tres consagra el derecho la mayoría de la comunidad a reformar o abolir un gobierno, cuando considere que no está orientado al bien común. Se define aquí las bases del derecho a la resistencia o de rebelión contra la opresión.
El artículo cuatro prohíbe las clases políticas privilegiadas o hereditarias. Los artículos cinco y seis establecen la separación de poderes, la periodicidad de los mandatos, elecciones frecuentes, y la obligación de todos los funcionarios de abandonar el poder y retornar a la vida privada.
Los artículos ocho a once, establecen las bases del debido proceso (juicio justo), la prohibición de castigos crueles o anormales y el juicio por jurado.
El artículo doce declara la libertad de expresión. 
El artículo trece alerta sobre la peligrosidad de los ejércitos permanentes para la vigencia de los derechos. Recomienda la organización de milicias de ciudadanos y que, en caso de tener que establecer un ejército permanente el mismo quede estrictamente subordinado al poder civil.
El artículo quince consagra el principio de moderación y austeridad del gobierno; y el dieciséis la libertad religiosa.

## Influencia
La Declaración influyó decisivamente los documentos de derechos humanos posteriores. Thomas Jefferson se inspiró en ella cuando exigió la incorporación de una Carta de Derechos de los Estados Unidos a la Constitución de Estados Unidos.
Lafayette, quien había peleado por la Independencia de Estados Unidos, tomó la Declaración de Virginia y sobre ella compuso la Declaración de los Derechos del Hombre y del Ciudadano de 1789 durante la Revolución francesa.
La importancia de la Declaración de Derechos de Virginia radica en su constitucionalismo, es decir, en que no se trata de una ley realizada por un parlamento, fácilmente modificada o derogada por otra ley, sino en una norma constitucional que requiere procedimientos mucho más complejos y mayorías especiales para ser reformadas.